# Новоівановка (Давлекановський район)
Новоіва́новка (рос. Новоивановка, башк. Яңы Ивановка) — присілок у складі Давлекановського району Башкортостану, Росія. Входить до складу Поляковської сільської ради.
Населення — 4 особи (2010; 8 в 2002).
Національний склад:
- росіяни — 75 %

## Видатні уродженці
- Гриб Іван Євдокимович — Герой Радянського Союзу.